# 184011 Andypuckett
184011 Andypuckett è un asteroide della fascia principale. Scoperto nel 2004, presenta un'orbita caratterizzata da un semiasse maggiore pari a 2,4293992 UA e da un'eccentricità di 0,0956910, inclinata di 6,10570° rispetto all'eclittica.
L'asteroide è dedicato all'astronomo statunitense Andrew Wayne Puckett.